# Corvoheteromeyenia
Corvoheteromeyenia is een geslacht van sponsdieren uit de familie van de Spongillidae.

## Soorten
- Corvoheteromeyenia australis (Bonetto & Ezcurra de Drago, 1966)
- Corvoheteromeyenia heterosclera (Ezcurra de Drago, 1974)